# Resolució 213 del Consell de Seguretat de les Nacions Unides
La Resolució 213 del Consell de Seguretat de les Nacions Unides, aprovada per unanimitat el 20 de setembre de 1965, després d'examinar l'aplicació de Singapur per a ser membre de les Nacions Unides, el Consell va recomanar a l'Assemblea general que Singapur fos admès.